# 하이재킹: 비상착륙
《하이재킹: 비상착륙》(绝命航班, Last Flight)은 중국에서 제작된 빈센트 저우 감독의 2014년 액션, 스릴러 영화이다. 에드 웨스트윅 등이 주연으로 출연하였다.

## 출연

### 주연
- 에드 웨스트윅
- 주주

### 조연
- 캐리 알렉산더

## 기타
- 프로듀서: 빈센트 저우